# Magdeburgerforth
Magdeburgerforth ist eine Ortschaft und ein Ortsteil von Möckern im Landkreis Jerichower Land in Sachsen-Anhalt.

## Geografie
Der Ort liegt an der Landesgrenze zu Brandenburg im nördlichen Bereich des Hohen Fläming. Südwestlich des Ortes erstreckt sich das Landschaftsschutzgebiet Möckern-Magdeburgerforth.

## Geschichte
Im Jahre 1555 tauchte der Ort erstmals in einer Urkunde auf. Der Name kündet von einer Furt im Verlauf der Heerstraße Brandenburg–Magdeburg über die Gloine, die nach Norden zum Fiener Bruch fließt. Das Gebiet um Magdeburgerforth ist sehr waldreich und gehörte bis vor hundert Jahren zu den entlegensten Winkeln Preußens. Während des Dreißigjährigen Krieges war die Gegend verlassen und wurde erst unter Friedrich dem Großen neu besiedelt.
Im Jahr 1847 wurde Magdeburgerforth im „Topographisch-statistischen Handbuch des Preussischen Staats“ gelistet. Zum Dorf zählten eine Oberförsterei, eine Wassermühle, 32 Häuser und 285 Seelen.
1896 wurden um Magdeburgerforth drei Schmalspur-Kleinbahnlinien (Spurweite 750 mm) gebaut, die sich am Bahnhof Magdeburgerforth trafen. Der erste Zug aus Burg erreichte Magdeburgerforth am 4. April 1896. Die Strecken der Kleinbahnen des Kreises Jerichow I (KJI) verliefen westlich nach Burg (über Grabow), nordöstlich nach Ziesar und südlich nach Gommern über Groß Lübars und Altengrabow. Der Verkehr auf diesen Strecken wurde zwischen 1960 und 1965 eingestellt, der letzte Zug verließ Magdeburgerforth am 25. September 1965. Der in Magdeburgerforth beheimatete Traditionsverein KJI e. V. plant den Wiederaufbau der abgebauten Strecke von Altengrabow nach Magdeburgerforth. Am 7. Mai 2011 wurde der Museumsbetrieb auf der 800 m langen Strecke zwischen Magdeburgerforth und dem Hp. Lumpenbahnhof eröffnet.
Einige Kilometer südlich der Ortschaft liegt der etwa 80 km² große Truppenübungsplatz Altengrabow.
Am 30. September 1928 wurde der Gutsbezirk Magdeburgerfort mit der Gemeinde Magdeburgerforth vereinigt, mit Ausnahme der Förstereigehöfte, die mit den benachbarten gleichnamigen Gemeinden vereinigt wurden.
Im Zuge der kommunalen Neuordnung Sachsen-Anhalts wurde die bis dahin selbstständige Gemeinde mit Wirkung vom 2. Juli 2009 in die Stadt Möckern eingemeindet. Letzte Bürgermeisterin vor der Eingemeindung war Christiane Werner.

## Politik
Ortsbürgermeister ist Rüdiger Claus.
Seit dem 2. Juli 2009 wird das Dorf als Ortsteil durch den Ortschaftsrat und den Ortsbürgermeister geleitet.

Aktuelle Sitzverteilung im Ortschaftsrat:

vier Sitze Wählergemeinschaft Freiwillige Feuerwehr Magdeburgerforth

drei Sitze Wählergemeinschaft Heimatverein „Gloinetal“.

### Wappen
Blasonierung: „Gespalten von Gold und Grün mit eingepfropfter silberner Spitze, vorn ein grüner Eichenzweig mit zwei Blättern, hinten ein nach der Spaltung gestelltes, mit dem Schalltrichter nach oben links gekehrtes goldenes Posthorn, die Spitze belegt mit einem blauen Wellenbalken.“
Die Farben des Ortes sind: Grün - Gold (Gelb).
Die Wappensymbolik in dem hier dargestellten Wappen nimmt Bezug auf folgende Gegebenheiten:
- auf die Lage der Gemeinde im Hohen Fläming und am Rande des Landschaftsschutzgebietes Möckern-Magdeburgerforth. Die naturelle Umgebung bildeten einst dichte Wälder und die Waldwirtschaft war eine bedeutende Einkommensquelle der Bevölkerung. Das deuten die Eichenblätter an.
- auf die Tatsache, dass die Region mit reichem Wildbestand einst kurfürstliches Jagdgebiet war und die historisch bedeutende Poststraße zwischen Potsdam und Magdeburg den Ort tangierte und in seiner Entwicklung beeinflusste. Dies symbolisiert das Posthorn.
- und auf den Bach Gloine, an dem der Ort liegt und der früher wichtig zur Wasserentnahme, zur Bewässerung usw. war. Im Wappen drückt sich die Gloine durch den blauen Wellenbalken im Schildfuß aus.

Am 22. April 2008 beschloss der Gemeinderat, diese Elemente im neu zu gestaltenden Wappen der Gemeinde zu verwenden. Das Wappen wurde vom Kommunalheraldiker Jörg Mantzsch gestaltet und am 4. Juli 2008 durch den Landkreis genehmigt.

### Flagge
Die Flagge ist grün - gelb (1:1) gestreift (Querform: Streifen waagerecht verlaufend, Längsform: Streifen senkrecht verlaufend) und mittig mit dem Wappen belegt.

## Kultur und Sehenswürdigkeiten

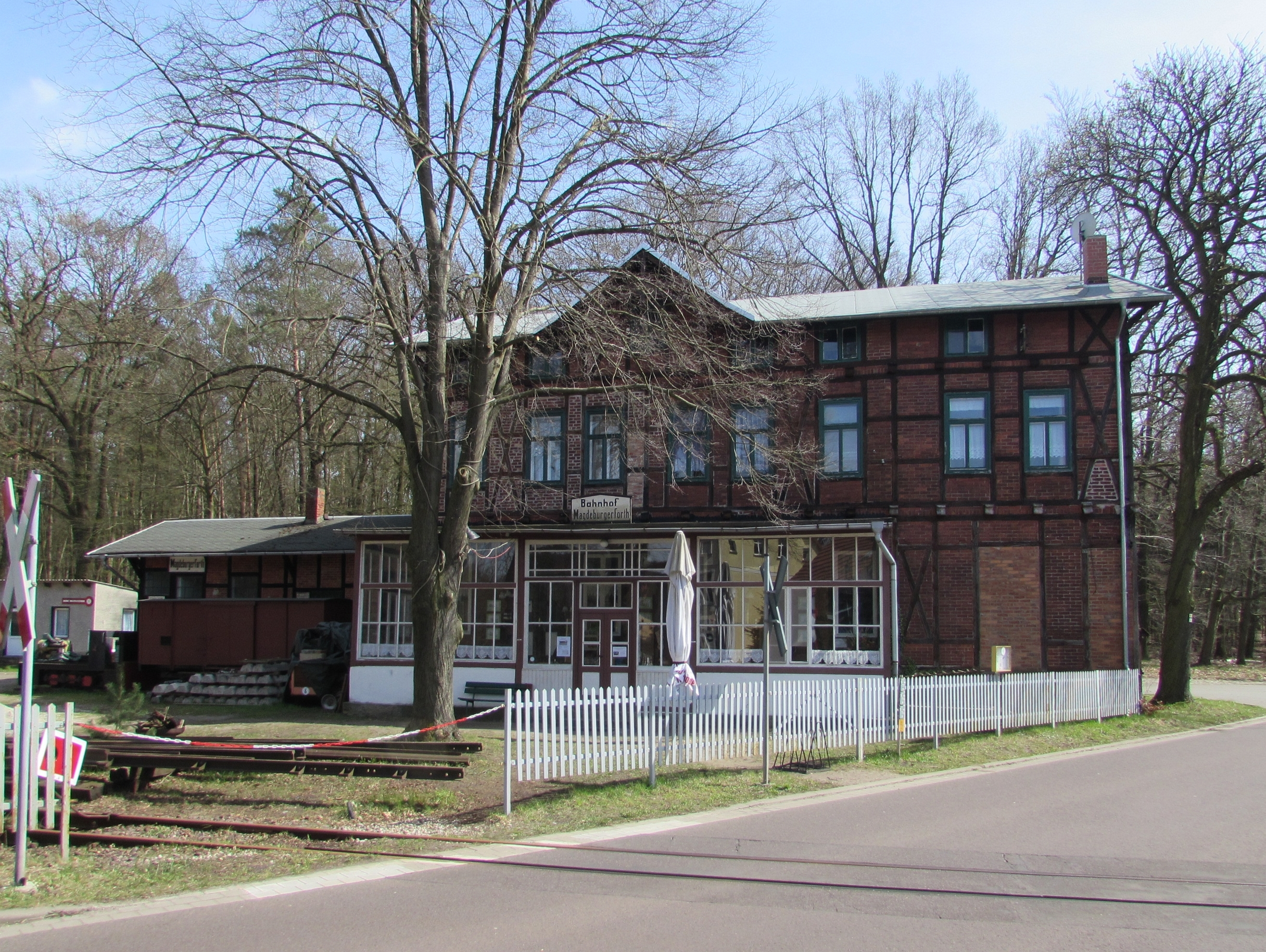
Der Bahnhof der Schmalspurbahnen

Nördlich von Magdeburgerforth im Wald in Richtung Buschhäuser/Reesdorf liegt die Ottoquelle. Das Wasser der Quelle ist sehr eisenhaltig und der gesamte Quellbereich dadurch rot eingefärbt. In den Eichbergen östlich des Ortskerns befindet sich eine alte abgestorbene Eiche, die Friedrichseiche. Sie ist nach Friedrich dem Großen benannt, der unterhalb der Eiche eine Rast auf dem Wege nach Magdeburg eingelegt haben soll.
Bis 1901 wurde die neugotische Dorfkirche Magdeburgerforth, auch Waldkirche genannt, erbaut. Der Schmalspurbahnhof Magdeburgerforth ist ein Baudenkmal und wieder im touristischen Betrieb.

### Regelmäßige Veranstaltungen
Das Lindenfest ist eine seit 1995 jährlich von der Jagdhornbläsergruppe ausgerichtete kulturelle Veranstaltung. Mittlerweile ist es ein kultureller Höhepunkt im Landkreis Jerichower Land und auch überregional bekannt.
Die Hauptstraße des Ortes, die Friedensstraße, ist nach den bereits mehrmals in Magdeburgerforth einkehrenden Veranstaltungen der Internationalen Friedensfahrt benannt, zu deren bekanntesten Teilnehmern Steffen Wesemann und Täve Schur zählten.

### Vereine
Im September 1986 wurde in der Sekundarschule Magdeburgerforth eine Arbeitsgemeinschaft aus Kindern der zweiten bis zur achten Klasse gegründet, die sich fortan dem Jagdhornblasen widmeten. Zwei Jahre später gab es bereits den ersten Auftritt zur Messeeröffnung der Schule. Gegenwärtig besteht die Jagdhornbläsergruppe aus 16 Mitgliedern – darunter acht Frauen.
Seit 2000 ist der Traditionsverein Kleinbahn des Kreises Jerichow I e. V. im Bahnhof tätig. Ziel seiner Arbeit ist der Wiederaufbau eines Teiles der Strecke von Altengrabow nach Magdeburgerforth.

## Wirtschaft und Infrastruktur

### Verkehr
Magdeburgerforth liegt an der Landesstraße 52, die von der Bundesstraße 246 über Burg (bei Magdeburg) und Magdeburgerforth zur Landesgrenze nach Brandenburg und von dort als L 96 über Ziesar führt. Die A 2 (Berlin – Magdeburg) streift den Norden der Gemarkung, die Anschlussstelle Ziesar ist fünf Kilometer entfernt. Nächstgelegene im Regelbetrieb befindliche Bahnhöfe befinden sich in Güsen, Genthin, Wusterwitz und Burg. Der Bahnhof Magdeburgerforth lag an der Bahnstrecke Burg Umladebf–Ziesar Ost.

### Freiwillige Feuerwehr
Die Freiwillige Feuerwehr Magdeburgerforth wurde am 19. Juni 1934 auf einer Gemeindeversammlung im Hotel „Drei Linden“ gegründet. Sie besteht aus etwa dreißig Mitgliedern.